# نادي التوباد
نادي التوباد، نادي سعودي لكرة القدم من محافظة الأفلاج بمنطقة الرياض، تأسس عام 1397 هـ / 1977. يلعب النادي في دوري الدرجة الرابعة السعودي.